# Purification
『purification』（プリフィケーション）は、日本のロックバンド・L'Arc〜en〜Cielのドラマー、yukihiroのソロプロジェクトであるacid androidの2作目のアルバム。2006年5月10日発売。発売元はKi/oon Records。

## 解説
前作『faults』以来約3年2ヶ月ぶりとなるアルバム。前作がミニアルバムであったため、フルアルバムとしては2002年9月に発表した『acid android』以来約3年8ヶ月ぶり、2作目のリリースとなった。
また、本作には、acid android名義で発表した初のシングル「let's dance」の表題曲を含む、全10曲が収録されている。

### 音楽性と録音作業
本作の音楽性は、前作から引き続きインダストリアルを基調としながらも、ゴシック・ロックやシューゲイザーの要素を内包したものが多い。さらに本作には、アンビエント/チルアウトの雰囲気を内包した楽曲が収められている。yukihiroは本作発売当時に受けたインタビューで、本作の方向性や自身が好む音楽性ついて「インダストリアルだけじゃなくて、マイブラ（マイ・ブラッディ・ヴァレンタイン）みたいなシューゲイザー系のこだわりもあるし、あとゴスのこだわりもあるし、そういうこだわりも同じくらいある」「インダストリアル大好きです、っていう公言はしてましたけど（笑）。でもacid androidはインダストリアルやるんです、っていう存在ではない。そう自分では思ってました」と語っている。なお、yukihiro曰く、今回のアルバムレコーディングではダンサンブルな楽曲を制作するつもりでいたという。
また、yukihiroは今回の楽曲制作で、歌のメロディを意識した曲作りを心がけたという。acid androidとして作る歌メロに関し、yukihiroは「（メロディは）曲のパートの構成として必要なもの。これがＡパート、Ｂパートです、くらいの捉え方だったんだけど。でも今回はもうちょっとメロディってものを意識して」「もうちょっとメロディに対して考えようと。もうちょっと耳に残るようなメロディ・ラインを考えたし。それまでって、別に喋ってるだけでもいいや、っていう捉え方だったんで」と本作発売当時に受けたインタビューで語っている。
前2作におけるリズム作りは、yukihiroの手によるドラムパターンの打ち込みが主だったが、本作ではyukihiroが叩いた生ドラムで録音されたものが中心となっている（10曲中4曲はライヴのサポートドラマーを務めるyasuoがドラムを演奏している）。今回yukihiroがドラムを演奏することにしたのは、自身のプライベート・スタジオを改築したことが背景としてあったという。yukihiroは今回のドラム録りに関し「以前の自宅スタジオでは打ち込み作業がメインだったので、ドラムやギターなどのレコーディングができなかった。新しく作るならレコーディング・ブースのあるスタジオが欲しかったんです。実際に曲の頭から最後まで演奏できる環境が整ったことで、制作に対するモチベーションやスピードが変わりましたね」「前作までは打ち込みのドラムがほとんどだったのですが、自宅スタジオでドラムも録るならやっぱり生でやりたかったんです。今回のスタジオはドラムが録れるように設計しているので、全曲ここでレコーディングしました」と述べている。なお、ドラムのレコーディングでは、基本的にトップ、キック、スネア、ハイハットにマイキングした後、プリアンプのNEVE 1073へ入力している。そしてタムだけは別録りし、Pro Tools上で波形を張り付け制作している。また、それらの録り音に対し、エフェクト処理や加工を施しているという。他にも、前作までの楽曲制作と同様に、yukihiroが所有するアナログ・シンセサイザーやサンプラーなどの機材が多く使われている。
このように、ほぼ全ての録音作業を、新設したプライベート・スタジオで完結させているが、ミックスに関してはアナログ卓に立ち上げて作業する目的で、ドイツ・ベルリンのスタジオで今回行っている。また、前作までyukihiro自身の手で行っていたミックス作業は、今回、原裕之に依頼している。今回ミックスを外部に依頼した経緯について、yukihiroは「僕が、それを聴いてみたかったんですね。僕がミックスする音っていうのは、自分で想像できるから。そうじゃない音を聴いてみたかった。今までとは違うacid androidを聴いてみたい、そのために第三者のエンジニアに委ねた」と述べている。なお、外部にミックスを依頼したこともあり、前作までのインダストリアル特有のタテでザクザクと刻むギターサウンドから、よりレイヤーな印象のあるギターサウンドに変わっている。このギターサウンドの変化について、yukihiroは本作発売当時に「（ギターの変化は）僕が思うにミックスの違いだと思うんですよ。今までも凄い音は重ねてるんで。ただその、僕の趣味でミックスしていくとわりとタテに割れていく感じが強くなる、一つ一つの音が重く残るっていうミックスになるんですけど、今回はわりと曲としてのミックスというか、全体が一つになってる感じなんですね。僕はどうしてもひとつひとつの音に凄くこだわって、凄い時間がかかっちゃうんですけど、やっぱりプロの人のミックスはまとめるのが上手い」と印象を述べている。
なお、yukihiroは本作の印象について、前作までと比較すると、歌詞を含め楽曲の焦点が一つに絞られたアルバムに仕上がったと示唆している。yukihiroは本作の仕上がりについて「1曲ごとに、核となる方向を決めて、そっちへ向かおうと決めたから。1曲の中にあれもこれも的なものは、前回よりは減ってるかもしれない」「踊れるアルバムというか、よりダンサンブルでメリハリのあるビートになったと思いますね」と述べている。

### 楽曲について
今回の楽曲制作では、acid androidのライヴでサポートギタリストを務めるantz（Tokyo Shoegazer、CQ、殻、ex.DEF.MASTER）、kishi（remainthings）の2人が共作曲者として参加している。本作の4曲目に収録された「hallucination」ではkishiが共作曲者、本作の7曲目に収録された「chill」ではantzが作詞者・共作曲者としてクレジットされている。さらに、本作の10曲目に収録された「a lull in the rain」では、浅川ミカ（ex.mucti）が共作曲者としてクレジットされている。
本作の3曲目に収録された「daze」は、2005年12月に出演したライヴイベント「天嘉 -四-」のリハーサル中に原型が作られており、同イベントにて初披露された楽曲となっている。yukihiroはこの曲の印象について「ちょっと懐かしい80年代風な打ち込みを使ってみたかったんですけど、そこから今風な重いビートに変わっていくところが好きですね」と述べている。また、本作の4曲目に収録された「hallucination」は、kishiが考えたコード展開をもとに、yukihiroがギターリフを付けたことで完成した楽曲となっている。
さらに、本作の5曲目に収録された「pause in end」は、スロウかつヘヴィなドゥームメタルをイメージして制作された楽曲となっている。この曲にはyukihiroとyasuoの2人のドラムの音が採り入れられているが、yukihro曰く「僕とyasuo君のツイン・ドラム」を当初は想定していたという。ただ、アレンジがうまく決まらなかったため、結局yukihiroのドラムをベースに、一部yasuoのドラムを音処理したうえで使うことにしている。
また、本作の7曲目に収録された「chill」は、antzが考えたコード進行を基に、yukihiroがメロディとギターリフを考えたうえでベース、リズムアレンジを施した楽曲となっている。なお、yukihiroはこの曲の制作イメージについて「コード進行によって出てくるメロディも違ってくるし。ちょっとスマッシング・パンプキンズをイメージしました」と述べている。また、本作の8曲目に収録された「egotistic ideal」は、yukihiroの嗜好するブレイクビーツが盛り込まれた楽曲となっている。yukihiroはこの曲のリズムについて「ジャングル／ドラムン・ベース風というより、倍速のブレイクビーツを被せた打ち込みものって昔からあったから、特に意識して作ったわけじゃなくて、僕の中では高揚感のあるダンサンブルなビートという感覚ですね」と語っている。
本作の9曲目に収録された「purification」について、yukihiroは本作発売当時に受けたインタビューの中で「このアルバムの中でも特に好きな曲」だと語っている。こういった思いもあり、この曲に付けられた曲名がアルバムのタイトルに使われることになった。yukihiroはこの曲の制作を振り返り「こういう分厚い音の壁のようなギター・サウンドって昔から大好きで、つい作りたくなっちゃうんです」と述べており、1990年代のイギリスのシューゲイザー系のバンドを彷彿とさせるサウンドが鳴らされている。
なお、本作の10曲目に収録された「a lull in the rain」の元ネタは、yukihiroがDIE IN CRIESに在籍していた頃に制作した楽曲であり、かつて同バンドのライヴにおいてオープニングS.E.として流されていたことがあった。yukihiroはこの曲の原型を制作した経緯について「（この曲の原型が生まれたのは）10年以上前です。ちょうどKLFやアート・オブ・ノイズをよく聴いてて、チルアウト（注：クールダウンできるように演奏される音楽）な1曲1枚50分のアルバムを作りたくて。まぁ、作ったからって誰に聴かせるわけでもなかったんだけど、オープニングで人の曲かけるのも飽きたし、だったら自分で50分の曲を作って、それかけりゃいいやって」と述べている。なお、この曲の作曲クレジットには、yukihiroに加え、元muctiの浅川ミカがクレジットされている。yukihiroは浅川を制作に招いた理由について「たしかDIE IN CRIESの頃くらいに（浅川と）知り合って共作したんです。その頃はブリストル系の音楽にハマっていたんで、女性ボーカルで何か作りたいなと思ってね」と述べている。ちなみに、DIE IN CRIESのライヴで流していたこの曲のオリジナルバージョンは、曲の長さが50分ほどあったといい、制作当時にはPro Toolsがなかったため、テープの裏面も使って録音作業が行われていたという。yukihiroは当時のレコーディングを振り返り「その頃プロトゥールスとかもまだないから、テープに録るんですよ。でも足りないんだもん、長さが。確か30分くらいまでしか録れないから、それひっくり返して、裏面録って、後で繋げてたなぁ」と述懐している。そして今回、10年以上もの時を経て、約10分に縮め、リアレンジしたうえでアルバムに収録されることになった。
また、yukihiroはこのアルバムで綴った歌詞について「起承転、までって感じ」「"結"はもう分かってるっていうか。無力なんだなって感じ」「でも、何もしないってわけじゃないですよ。無力と自覚しても、その上であがくのは好き、っていう。何か詞を書こうとすると、そういうものになることが多いかな」「諦めるんじゃなくて、あがくことが大事というか。今、生きている実感を求めるなら、そういうもんなんじゃないのかな」と述べている。

### アルバムタイトル
アルバムタイトルの『purification』は、日本語で『浄化』を意味している。アルバムタイトルを決めた経緯について、yukihiroは「9曲目（＝「purification」）の曲のタイトルを決めてる時に、この曲だけ最後までタイトルが決まんなくて、何かいい言葉がないかなと思って翻訳ソフトにいろんな言葉を入れてたんですよ。この曲から感じるイメージとか言葉とかをいろいろ入れてみて。そしたら…何の言葉を入れたのか判んないんですけど『purification』って言葉が出てきて、その意味をまた調べたら“浄化”だと。あ、この言葉はいいなぁと思って。この“浄化”っていう言葉が、この曲だけじゃなくて今回のアルバムにも合ってる気がして。それで付けましたね」と本作発売当時に述べている。
また、yukihiroは本作発売当時に受けたインタビューの中で、このタイトルにしようと思った心境について「浄化されたいんですね、いろんなものから（笑）。でも詞とかを考えてる時、結末としてキレイになってたい、って思うことがなんか僕は多いんですよ。真っ白になってたい、無になってたい、洗い流されていたい…っていうか。だから、なんていい言葉が見つかったんだろうと思って」と語っている。

### リリース形態
本作は、前作から引き続き、L'Arc〜en〜Cielも在籍するソニー・ミュージックエンタテインメントの社内レーベル、Ki/oon Recordsから販売されている。なお、本作は初回生産限定盤（CD＋DVD）と通常盤（CD）の2形態でリリースされている。また、フィジカルのアートワークは、L'Arc〜en〜Cielの数多くのアルバム作品でジャケットデザインを手掛けてきた、モート・シナベルが担当している。ちなみに初回生産限定盤には、シングルの表題曲となった「let's dance」と、前作『faults』に収録された「faults feat.toni halliday」の2曲のミュージック・ビデオを収録したDVDが付属している。

## 収録曲
| #   | タイトル                | 作詞     | 作曲                   | 時間 |
| --- | ----------------------- | -------- | ---------------------- | ---- |
| 1.  | 「chaotic equal thing」 | yukihiro | yukihiro               | 4:36 |
| 2.  | 「let's dance」         | yukihiro | yukihiro               | 4:10 |
| 3.  | 「daze」                | yukihiro | yukihiro               | 4:07 |
| 4.  | 「hallucination」       | yukihiro | kishi, yukihiro        | 4:03 |
| 5.  | 「pause in end」        | yukihiro | yukihiro               | 4:36 |
| 6.  | 「circles」             | yukihiro | yukihiro               | 3:53 |
| 7.  | 「chill」               | antz     | antz, yukihiro         | 4:38 |
| 8.  | 「egotistic ideal」     | yukihiro | yukihiro               | 3:43 |
| 9.  | 「purification」        | yukihiro | yukihiro               | 4:23 |
| 10. | 「a lull in the rain」  | yukihiro | mica asakawa, yukihiro | 9:56 |

## 初回生産限定盤付属DVD
1. let's dance (Music Clip)
ディレクター：奥和義[7]
2. faults feat.toni halliday (Music Clip)
ディレクター：井上卓[8]

## クレジット
- produced：yukihiro
- yukihiro：all songs performance, all songs programming, drums on #2-#6,#9,#10
- [additional musicians]
  - tomo：guitar on #1-#10, vocal direction on #2
  - antz：guitar on #7, male back vocals on #2,#3
  - kishi：guitar on #4
  - yasuo：drums on #1,#5,#7,#8
  - mimie from 3＋3：vocal direction, english lyrics, female back vocals, vocals on #10
    - mimie from 3＋3 appears courtesy of spyral records
- [recording engineers]
  - yasuyuki hara：vocal track on #2, rhythm tracks on #1-#10, bass track on #2
  - keiji kondo：guitar tracks on #1-#10, bass tracks on #1,#3-#10, synth tracks on #1-#10
  - akinori kaizaki：vocal tracks on #1,#3-#10
  - mixed：yasuyuki hara
  - yasuji maeda(bernie grundman mastering)：mastered
- [Artwork etc]
  - art direction & design：mote sinabel / vaporum
  - record company：ki/oon records inc.
    - kaichiro shirai, toru yamamoto, soh fukuda

  - artist management：danger crue inc.
    - ryuichi kato, ken-ichi iida, nobuyuki akani

  - management desk：yuko takagi
  - executive producer：masahiro oishi(danger crue inc.), michihiko nakayama(ki/oon records inc.)
  - special thanks to：kumi aoki(yamaha music shibuya), tomoya hiruma, hito, yuji sugiyama, pearl